# Milla (film, 2019)
Pour les articles homonymes, voir Milla.
Pour plus de détails, voir Fiche technique et Distribution.
Milla (Babyteeth) est une comédie dramatique australienne réalisée par Shannon Murphy, sortie en 2019. Elle est présentée à la Mostra de Venise 2019.

## Fiche technique
Sauf indication contraire, les informations mentionnées dans cette section peuvent être confirmées par la base de données cinématographiques IMDb,  présente dans la section « Liens externes ».
- Titre original : Babyteeth
- Titre français : Milla
- Réalisation : Shannon Murphy
- Scénario : Rita Kalnejais
- Direction artistique : Bill Goodes
- Décors : Sherree Phillips
- Costumes : Amelia Gebler
- Montage : Stephen Evans
- Musique : Amanda Brown
- Photographie : Andrew Commis
- Production : Alex White
  - Production exécutive : Jan Chapman
- Sociétés de production : Screen Australia, Whitefalk Films et Create NSW
- Pays de production :  Australie
- Langue originale : anglais
- Format : couleur
- Genre : comédie dramatique
- Durée : 118 minutes
- Dates de sortie :
  - Italie : 4 septembre 2019 (Mostra de Venise 2019)
  - Australie : 23 juillet 2020
  - France : 9 septembre 2020 (L'Étrange Festival)[1] ; 28 juillet 2021 (sortie nationale)

## Distribution
- Eliza Scanlen : Milla Finlay
- Essie Davis : Anna Finlay
- Ben Mendelsohn : Henry Finlay
- Toby Wallace : Moses
- Andrea Demetriades : Jenny
- Emily Barclay : Toby
- Charles Grounds : Dean
- Arka Das : Shaun
- Priscilla Doueihy : Kathy
- Eugene Gilfedder : Gidon
- Georgina Symes : Polly
- Zack Grech : Isaac
- Michelle Lotters : Scarlett
- Renee Billing : Lisa
- Edward Lau : Tin Wah
- Sora Wakaki : Maria
- Jaga Yap : Dom

## Sortie

### Accueil critique
En France, le site Allociné recense une moyenne des critiques presse de 3,6/5.

## Distinctions

### Récompenses
- Mostra de Venise 2019 : Prix Marcello-Mastroianni du meilleur espoir pour Toby Wallace
- Festival international du film de Transylvanie 2020 : Trophée Transilvania du meilleur film et prix du public [3]

### Sélection
- Festival international du film de Thessalonique 2019 : hors compétition